# Гведыш
Гведыш — село в Тляратинском районе Дагестана. Административный центр сельского поселения сельсовет Гведышский.

## География
Расположено в 5,5 км к северо-востоку от районного центра — села Тлярата, на реке Ухтильор.

## Население
| 1869 | 1888 | 1895 | 1926 | 1939 | 1970 | 1989 |
| ---- | ---- | ---- | ---- | ---- | ---- | ---- |
| 106  | ↗202 | ↘200 | ↘99  | ↗146 | ↘132 | ↗546 |
| 2002 | 2010 | 2021 |      |      |      |      |
| ↗853 | ↘768 | ↗802 |      |      |      |      |